# Trebatice
Trebatice é um município da Eslováquia, situado no distrito de Piešťany, na região de Trnava. Tem 7,67 km² de área e sua população em 2018 foi estimada em 1.356 habitantes.

## Demografia
| Ano:        | 1994 | 2004   | 2014    | 2024   |
| ----------- | ---- | ------ | ------- | ------ |
| Broj ljudi: | 1218 | 1237   | 1369    | 1352   |
| Razlika:    |      | +1,55% | +10,67% | -1,24% |

| Ano:               | 2023 | 2024   |
| ------------------ | ---- | ------ |
| Número de pessoas: | 1338 | 1352   |
| Diferença:         |      | +1,04% |